# Liste der südafrikanischen Botschafter in Chile
Der Gesandtschaftssitz war bis 1980 Buenos Aires später Santiago de Chile.
| Ernennung Akkreditierung | Name                             | Bemerkungen | ernannt während der Regierung von | akkreditiert bei der Regierung | Posten verlassen |
| ------------------------ | -------------------------------- | --- | --------------------------------- | ------------------------------ | ---------------- |
| 14. Mai 1948             | Stephan François Du Toit         | Ministre plénipotentiaire                                                                                                  | Jan Christiaan Smuts              | Alfredo Duhalde                | 28. Sep. 1951    |
| 29. Sep. 1951            | Eugene Kevin Scallan             | Ministre plénipotentiaire                                                                                                  | Daniel François Malan             | Carlos Ibáñez del Campo        | 3. Jan. 1954     |
| 25. Feb. 1954            | William Henry Evered Poole       | Ministre plénipotentiaire                                                                                                  | Daniel François Malan             | Carlos Ibáñez del Campo        | 29. Apr. 1956    |
| 30. Apr. 1956            |                                  | Auslandsvertretung geschlossen                                                                                             | Johannes Gerhardus Strijdom       | Carlos Ibáñez del Campo        |                  |
| 23. März 1958            | G. C. Nel                        | Geschäftsträger | Hendrik Frensch Verwoerd          | Jorge Alessandri Rodríguez     | 10. Nov. 1962    |
| 1962                     | Johan Christiaan Holm Maree      | 24. Juni 1965 – 14. Jan. 1969: Botschafter in Canberra                                                                     | Hendrik Frensch Verwoerd          | Jorge Alessandri Rodríguez     | 10. Nov. 1962    |
| 10. Nov. 1962            |                                  | Auslandsvertretung geschlossen                                                                                             | Hendrik Frensch Verwoerd          | Jorge Alessandri Rodríguez     |                  |
| 19. Jan. 1966            | Robert Harrowen Coaton           | | Hendrik Frensch Verwoerd          | Eduardo Frei Montalva          | 12. Aug. 1970    |
| 26. Aug. 1970            | Robert Abraham Du Plooy          | | Jacobus Johannes Fouché           | Salvador Allende               |                  |
| 1975                     | Hendrik Albertus Geldenhuys      | | Johannes de Klerk                 | Augusto Pinochet               |                  |
| 1979                     | Norman John Best                 | 1977 Canada 15 Sussex Drive, Ottawa                                                                                        | Marais Viljoen                    | Augusto Pinochet               |                  |
| 1981                     | John Raymond Dutton              | | Marais Viljoen                    | Augusto Pinochet               |                  |
| 1984                     | Antoine Michael Müller           | | Pieter Willem Botha               | Augusto Pinochet               |                  |
| 1987                     | Pieter Willem Van der Westhuizen | | Pieter Willem Botha               | Augusto Pinochet               |                  |
| 1992                     | León Malan Brand                 | | Frederik Willem de Klerk          | Patricio Aylwin Azócar         |                  |
| 1995                     | Casper S.C. Venter               | | Nelson Mandela                    | Eduardo Frei Ruiz-Tagle        |                  |
| 2000                     | Timothy Karikari Maseko          | (* 3. Mai 1935 in Bethal, in the former Eastern Transvaal; † 31. Dezember 2006) South African High Commissioner to Namibia | Thabo Mbeki                       | Ricardo Lagos Escobar          |                  |
| 2004                     | Victor John Zazeraj              | | Thabo Mbeki                       | Ricardo Lagos                  |                  |
| Jan. 2013                | Hilton Fisher                    | (* 1. Dezember 1966 in Kapstadt)                                                                                           | Marais Viljoen                    | Sebastián Piñera               |                  |